# Ройка (станция)
Ройка — станция Арзамасского направления Горьковской железной дороги в Нижегородской области, Кстовский район. Расположена вблизи курортного района Зелёный Город.
На станции останавливаются составы Приокской линии Нижегородской Городской Электрички, также от станции начинается 17-километровое ответвление в Зелецино.